# Mozzarella
La mozzarella és un formatge de pasta filada fet amb llet de vaca i, originàriament, de búfala. De pasta tendra, blanca i compacta, en boles sucoses i untuoses blanques, amb un 40–45% de matèries grasses, és molt emprada, fosa, en diversos plats de la cuina italiana.
La mozzarella s'elabora a tot el món, però no hi ha cap varietat que pugui comparar-se amb la mozzarella de búfala, amb llet de les búfales d'aigua. La més famosa és la mozzarella di bufala campana, amb DOP. Des de mitjan 2011 s'ha començat a comercialitzar mozzarella de búfala produïda a Palau-saverdera.
La mozzarella fresca és normalment vermella però el seu color pot variar segons les estacions fins a un to grogós, en funció també de la dieta de l'animal de què provingui. Atès el seu alt contingut d'humitat, se serveix tradicionalment el dia després de ser elaborat però també es pot conservar en salmorra durant, a tot estirar, una setmana o durant més temps si és envasat al buit. La mozzarella de baixa humitat es pot mantenir refrigerada fins a un mes month, tot i que alguna ratllada de baixa humitat es ven amb un temps de vida en prestatge de fins a sis mesos. S'utilitza, per a la majoria de les pizzes, mozzarella de diferents tipus, així com en plats de pasta o servit en l'amanida caprese, companyada de tomàquests i alfàbrega en fulla.

## Etimologia
La paraula mozzarella deriva dels dialectes sud-italians parlats a Puglia, Campània, Abruzzo, Molise, Basilicata, Lazio, Marche, i Calàbria, i és la forma diminutiva de mozza ("tall"), o mozzare ("tallar") que deriva de la forma d'elaborar-lo. El terme va ser mencionat per primer cop l'any 1570, citat en el llibre de receptes de Bartolomeo Scappi, que va escriure "crema de llet, mantega fresca, formatge ricotta, mozzarella fresca i llet". Sovint se cita també una referència anterior que descriu la mozzarella. Monsignor Alicandri va afirmar que en el segle XII el Monastir de Sant Llorenç a Càpua, Campània oferia als pelegrins un tros de pa amb "mozza".

## Tipus
La mozzarella, reconeguda amb Garantia d'Especialitat Tradicional (STG) des del 1996, es pot trobar fresca, normalment en forma de bola de 80 a 100 grams o d'uns 6 centímetres de diàmetre, i alguns cops de fins a 1 kg o un 12 centímetres de diàmetre. Se sol trobar immersa en aigua salada (salmorra) o sèrum de llet, però també se li pot afegir àcid cítric i se la pot deixar assecar parcialment, conferint-li una estructura més compacta.
Ovolini fa referència als bocconcinis, boles de mozzarella de mida inferior.

## Variants
Se n'han formulat específicament diverses variants i se n'ha preparat per al seu ús en pizza, com ara el formatge mozzarella de baixa humitat. El Diccionari Internacional de Menjar i Cuina defineix aquest formatge com "un formatge tendre i filós similar al mozzarella fet amb llet de vaca" que s'"utilitza particularment en pizzes i que conté lleugerament menys aigua que la mozzarella normal".
La mozzarella de baixa humitat parcialment desnatada, usada àmpliament en la indústria de l'alimentació, té un baix contingut de galactosa, seguint la preferència de certs consumidors respecte que el formatge de les pizzes tingui una oxidació baix o moderat. Alguns formatges de pizza que deriven de variants de mozzarella desnatada van ser dissenyats per no requerir envelliment ni l'ús d'entrants. D'altres es poden fer mitjançant l'acidificació directa de la llet.

### Llet de búfala
A Itàlia, el formatge es produeix en tot el país usant llet de búfala italiana sota el nom oficial del govern Mozzarella di latte di bufala, ja que el búfal mediterrani italià es troba en totes les regions del país. Només alguns Mozzarella di bufala campana PDO selectes són fets a partir de la llet de búfala italiana, criada en les àrees de Campània, Lazio, Apulia, i Molise. A diferència d'altres mozzarelles — de les quals el 50% de la seva llet prové de llet no italiana i sovint semi coagulada—té l'estatus de designació d'origen protegida (PDO 1996) sota la Unió Europea.

### Llet de vaca
La fior di latte està feta llet de vaca (pasteuritzada o no) i no de llet de búfala d'aigua, que n'abarateix molt el cost. Fora de al Unió Europea, es pot assumir que la "mozzarella" no etiquetada clarament com a feta amb llet de búfala d'aigua està feta amb llet de vaca. El terme mozzarella affumicata significa mozzarella fumada.

### Llet d'ovella
La mozzarella de llet d'ovella, de vegades anomenada "mozzarella pecorella", és típica de Sardenya, Abruzzo i Lazio, on també s'anomena 'mozzapecora'. S'elabora afegint-hi el quall del xai.

### Llet de cabra
La mozzarella feta amb llet de cabra és d'origent recent i encara en són pocs els productors; entre les raons d'aquesta nova producció hi ha la necessitat d'oferir mozzarella a les persones que no poden digerir la llet de vaca, ja que la llet de cabra és més fàcilment digerible.

## Reconeixement i regulacions
La mozzarella va rebre la certificació Traditional Speciality Guaranteed (Garantia d'Especialitat Tradicional, TSG) de la Unió Europea l'any 1996. Aquest tipus de protecció requereix que la mozzarella que es vengui a la Unió Europea sigui produïda seguint una recepta tradicional. El certificat TSG no especifica la font de la llet, així que es pot utilitzar qualsevol tipus de llet, però s'especula que normalment es fa amb llet sencera.
En la llista de productes agrícoles tradicionals (P.A.T) d'Itàlia, elaborat pel Ministeri de Polítiques Agrícoles, Alimentàries i Forestals (MIPAAF), s'inclouen diferents variants de productes làctics, amb les següents denominacions:
- Mozzarella (Basilicata)
- Silana mozzarella (Calàbria)
- Mozzarella della mortella (Campània)
- Mozzarella di Brugnato (Ligúria)
- Cow's mozzarella (Molise)
- Mozzarella or fior di latte (Apúlia)
- Mozzarella (Sicília).

## Galeria

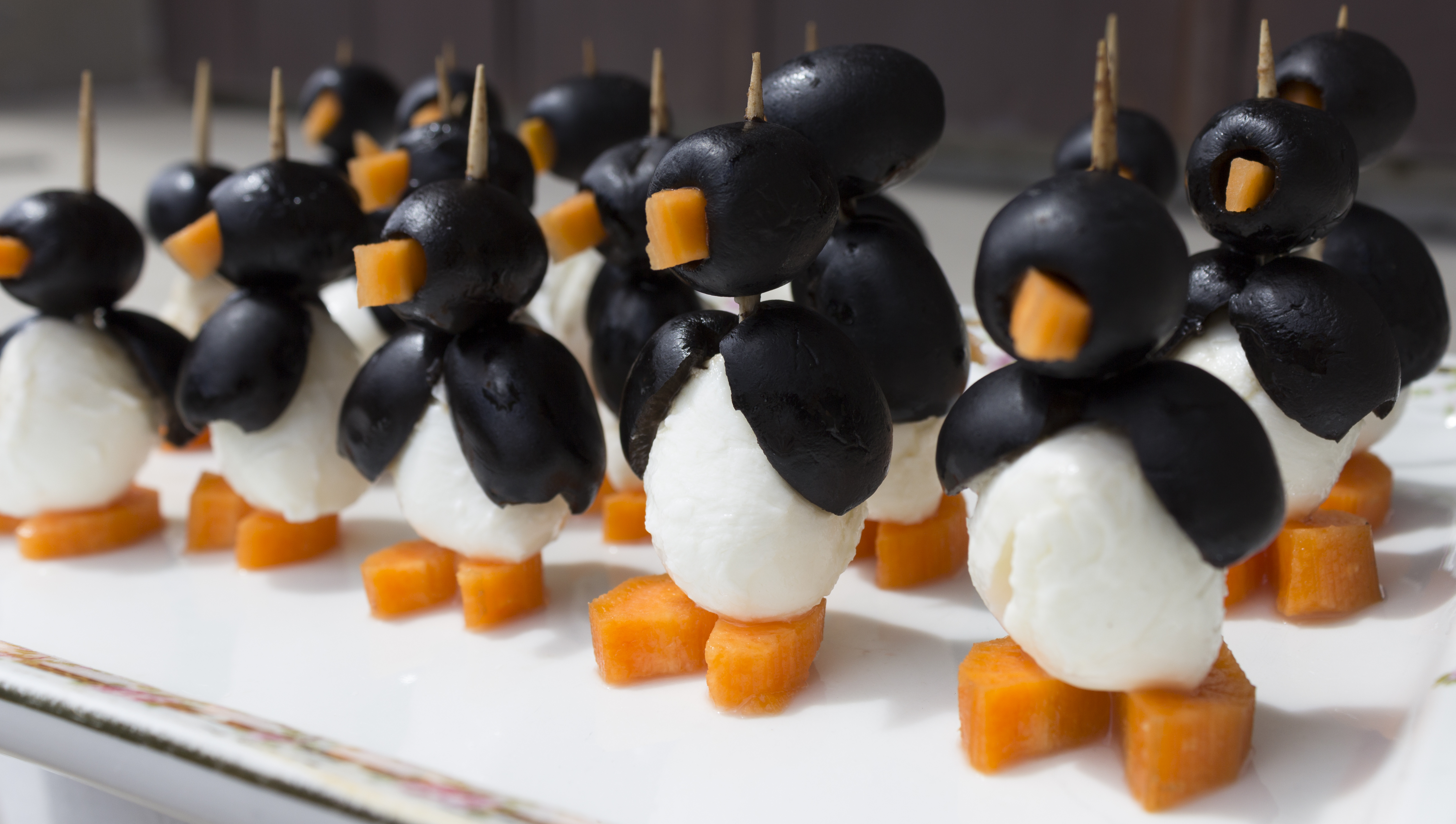
Pingüins de mozzarella
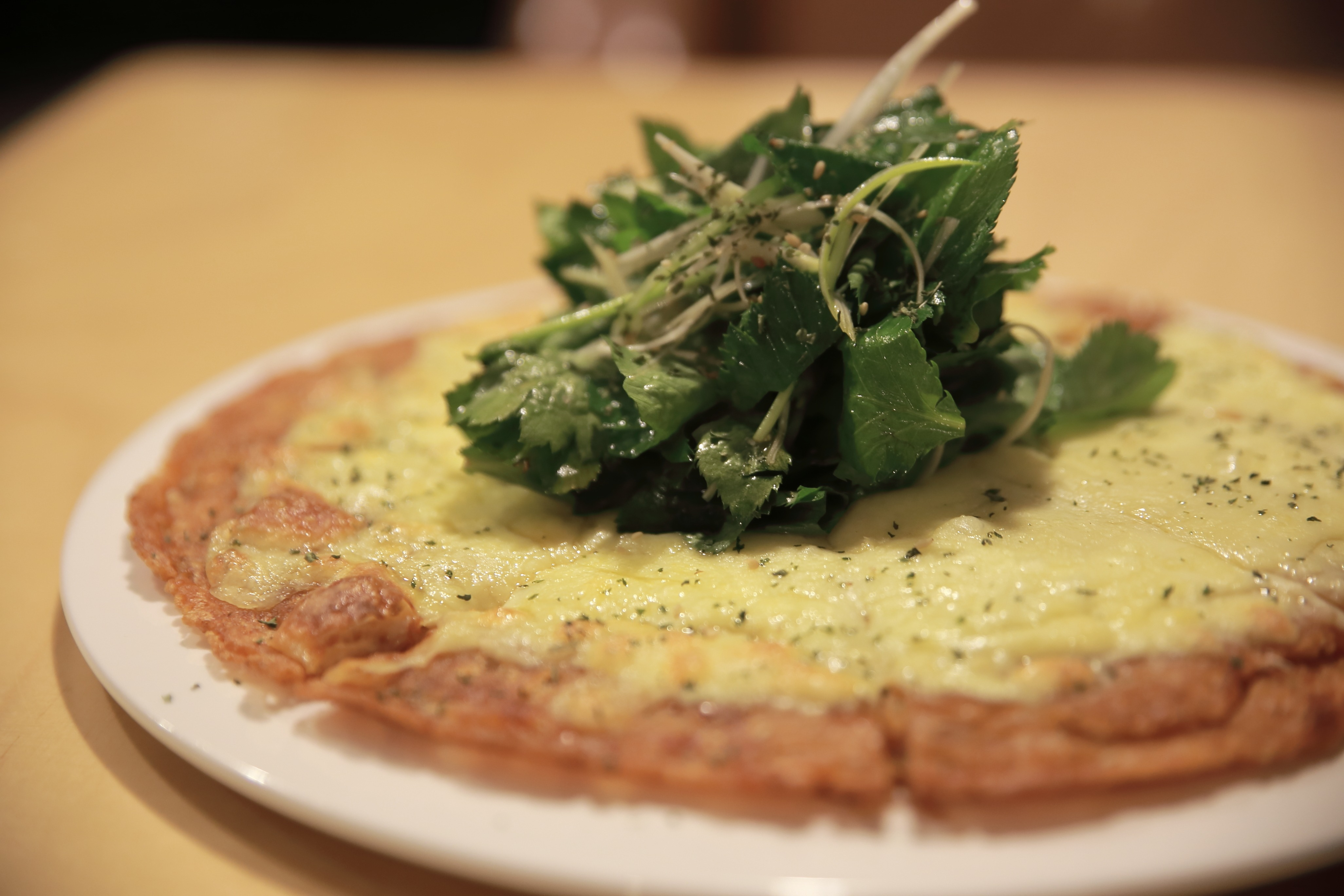
Kimchi-buchimgae de mozzarella, plat coreà
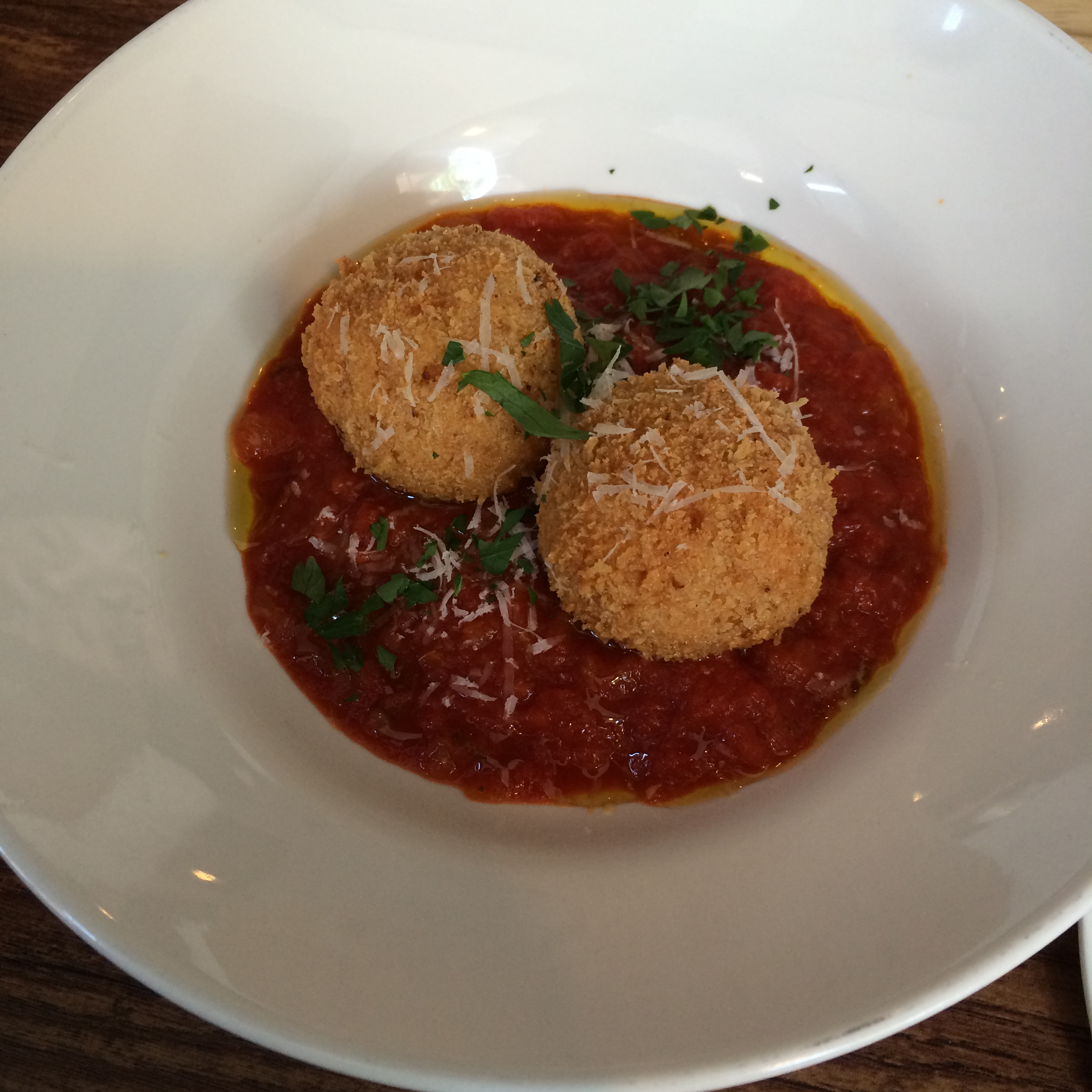
Arancinos de mozzarella
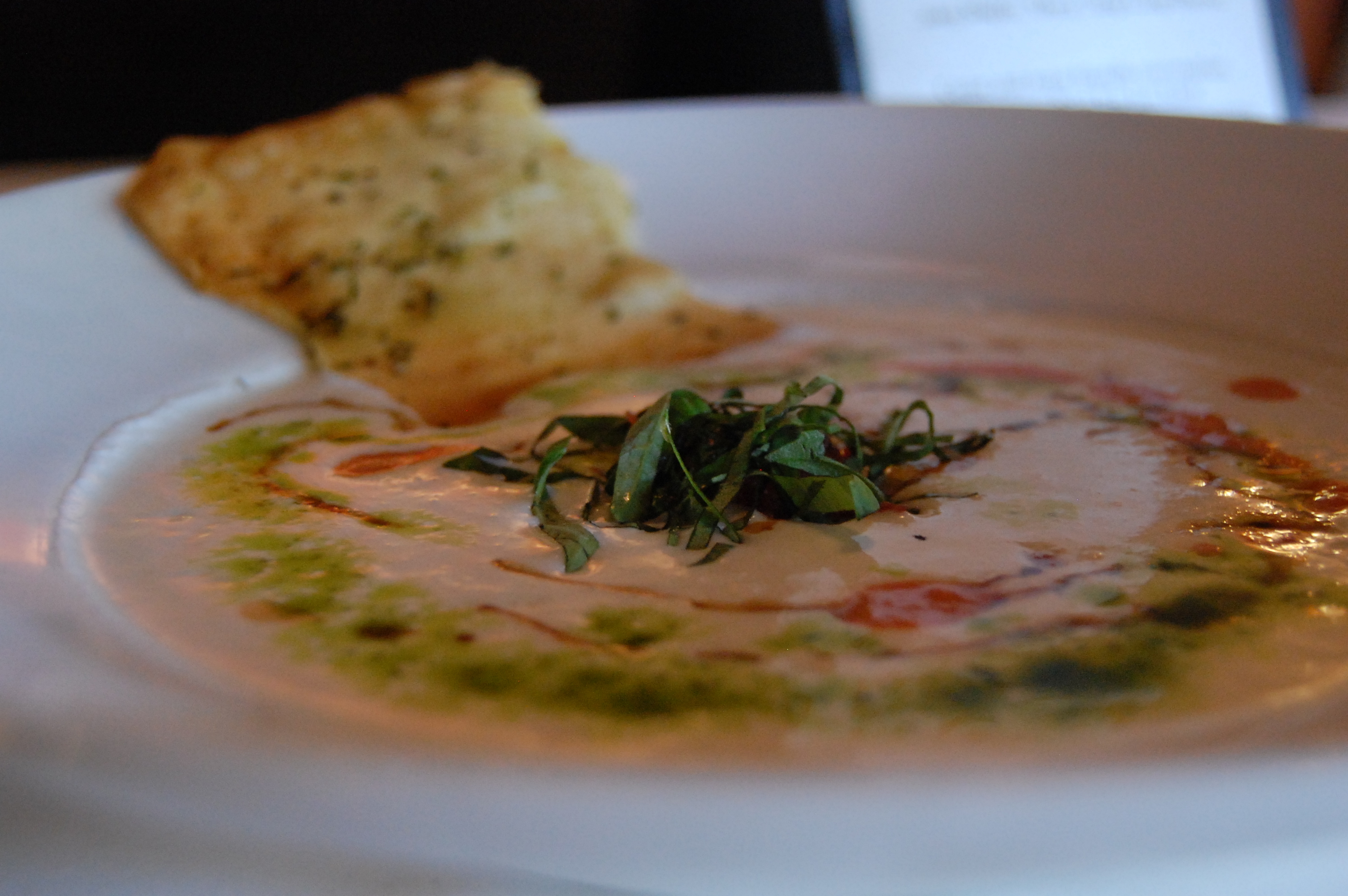
Sopa de mozzarella
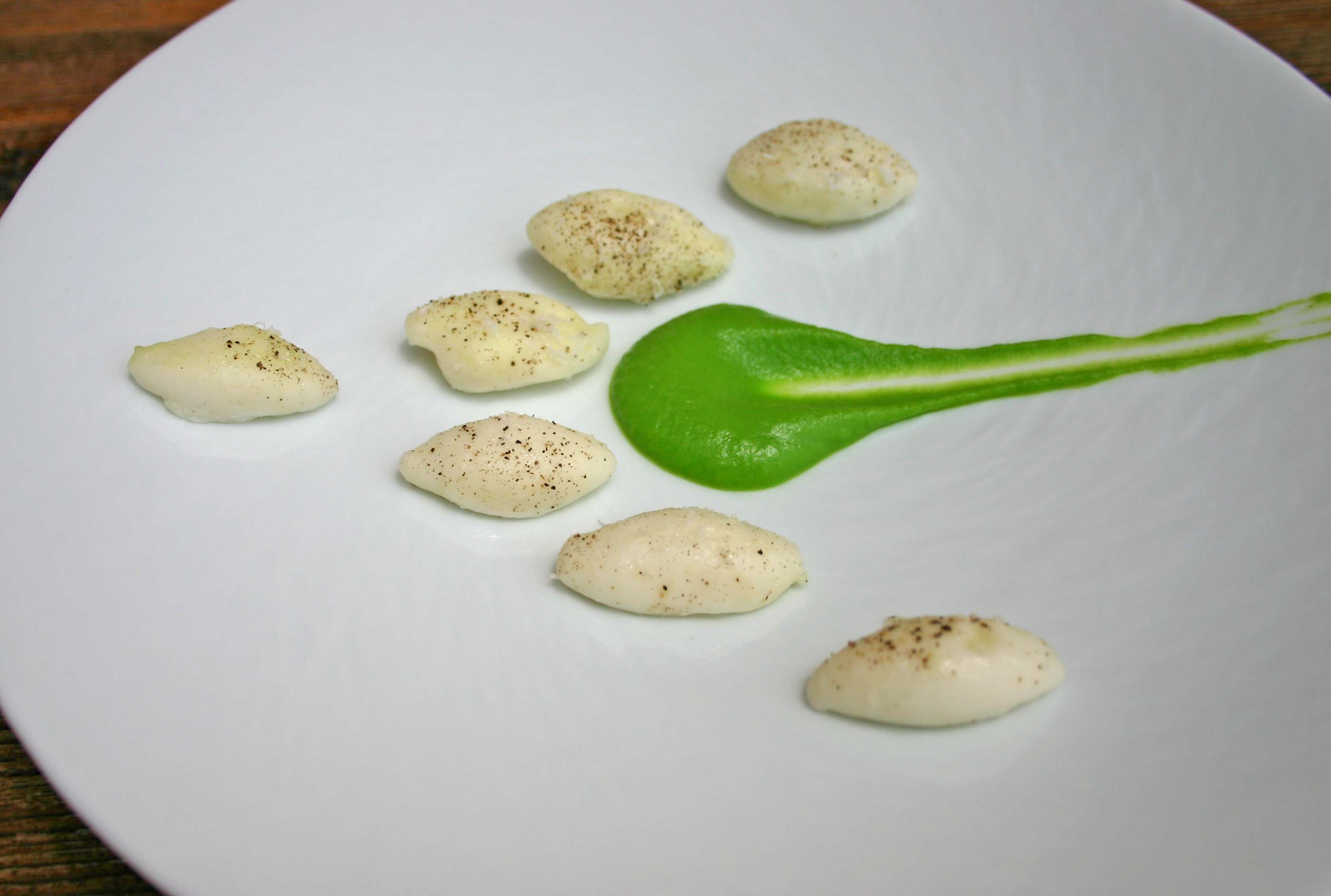
Nyoquis de mozzarella i bròquil
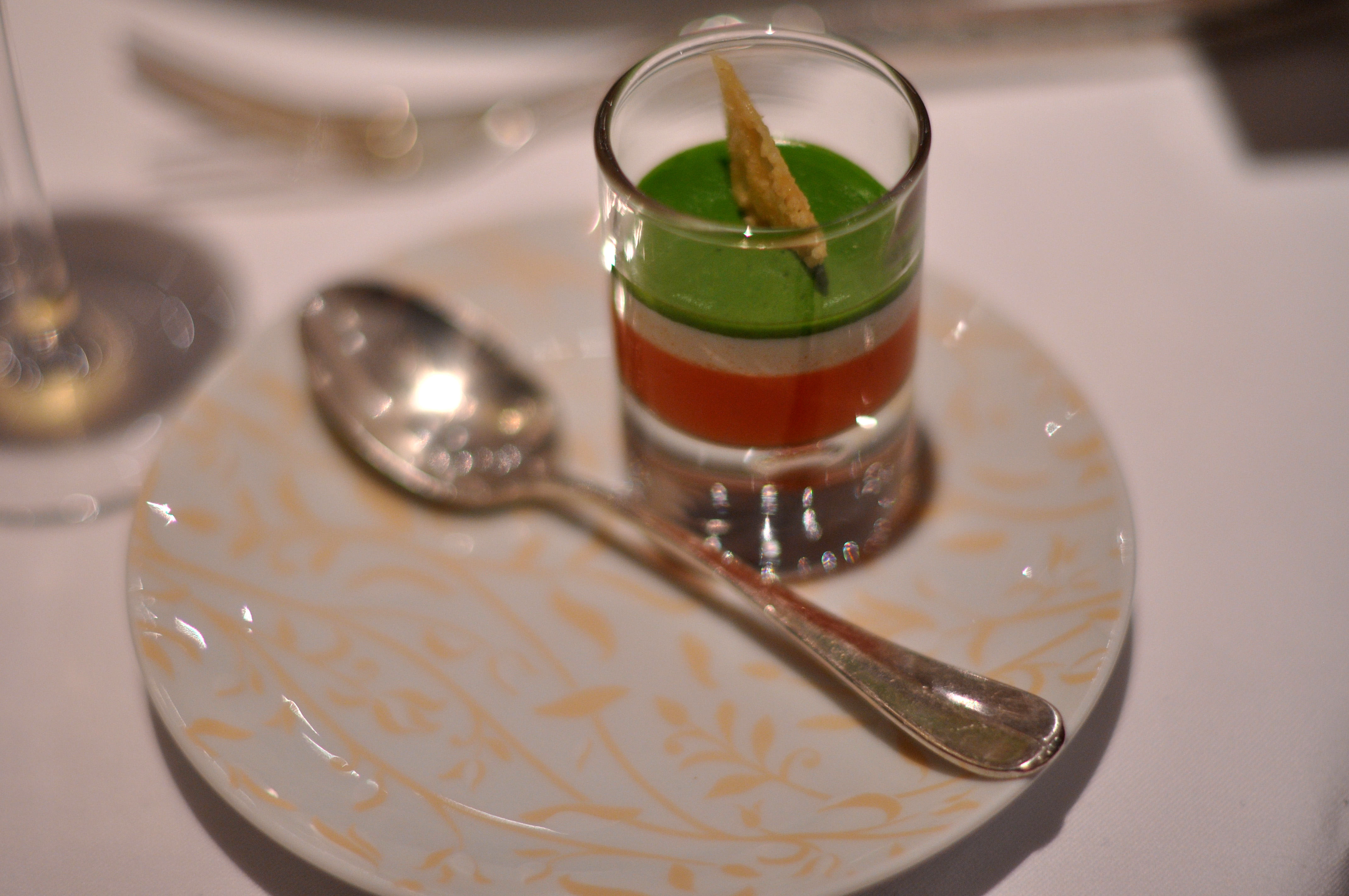
Amanida desconstruïda de mozzarella, tomàquet i pesto.
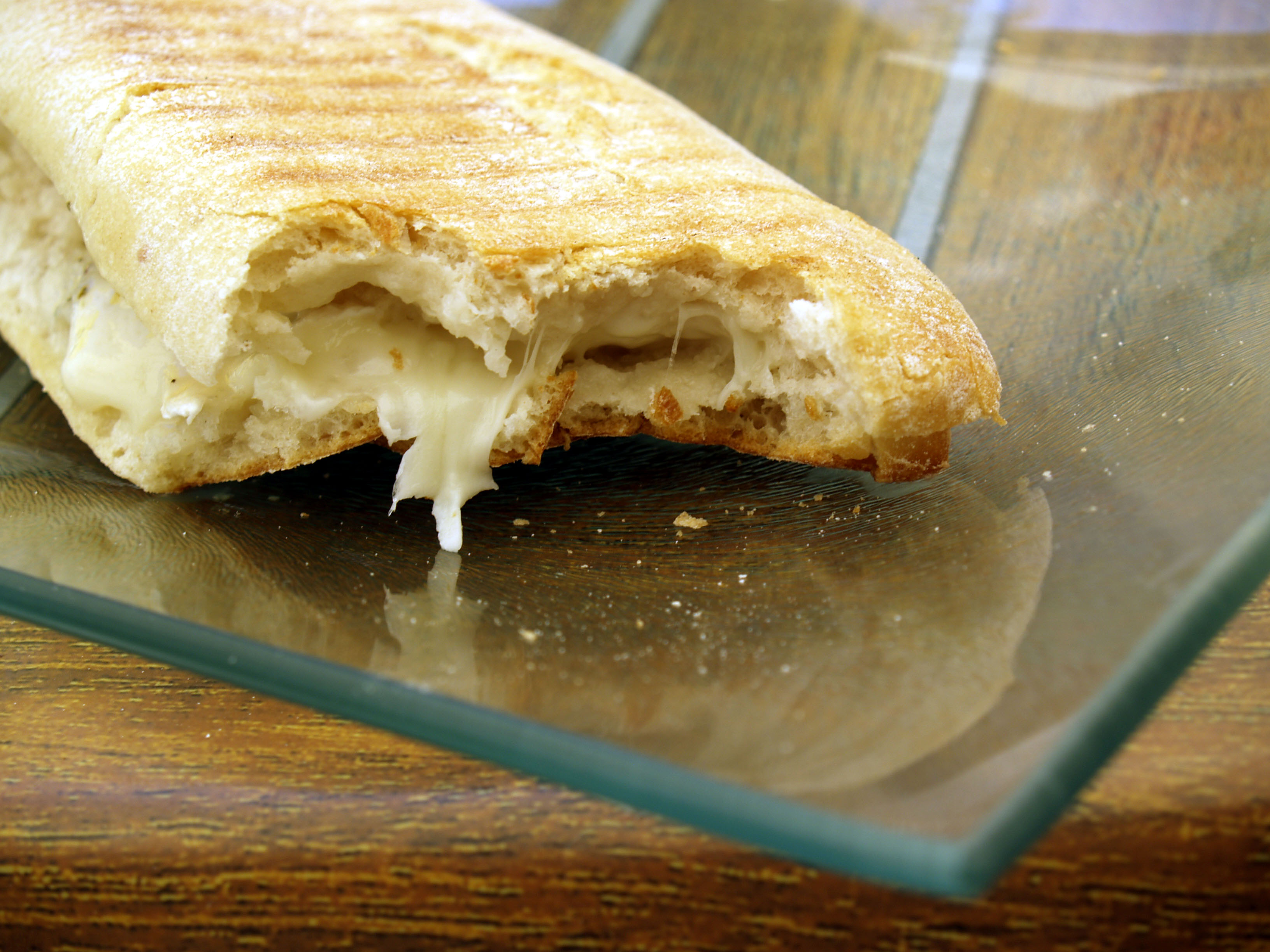
Entrepà de formatge d'ovella, mozzarella i gorgonzola.
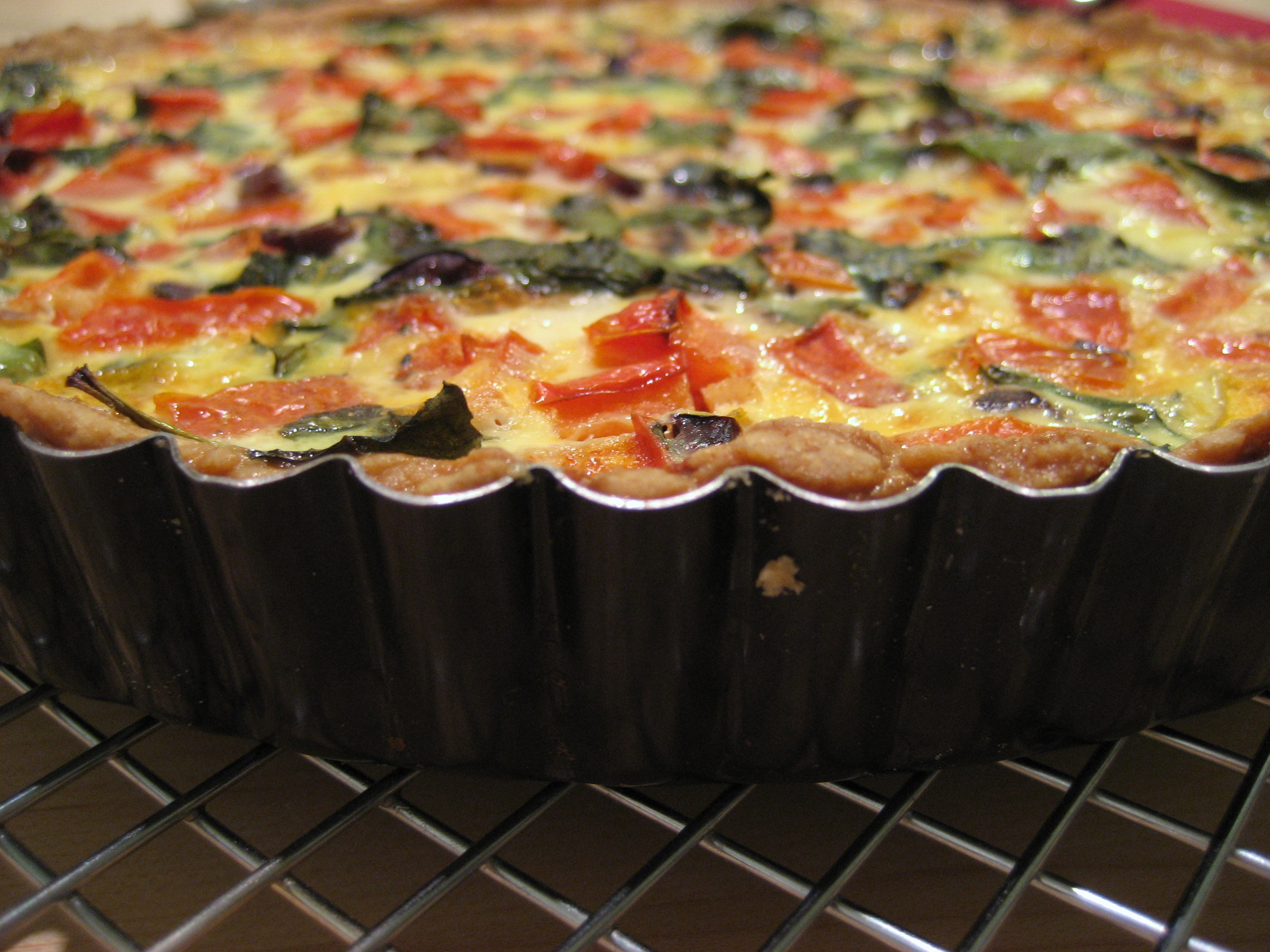
Pastís de tomàquet i mozzarella fumada.
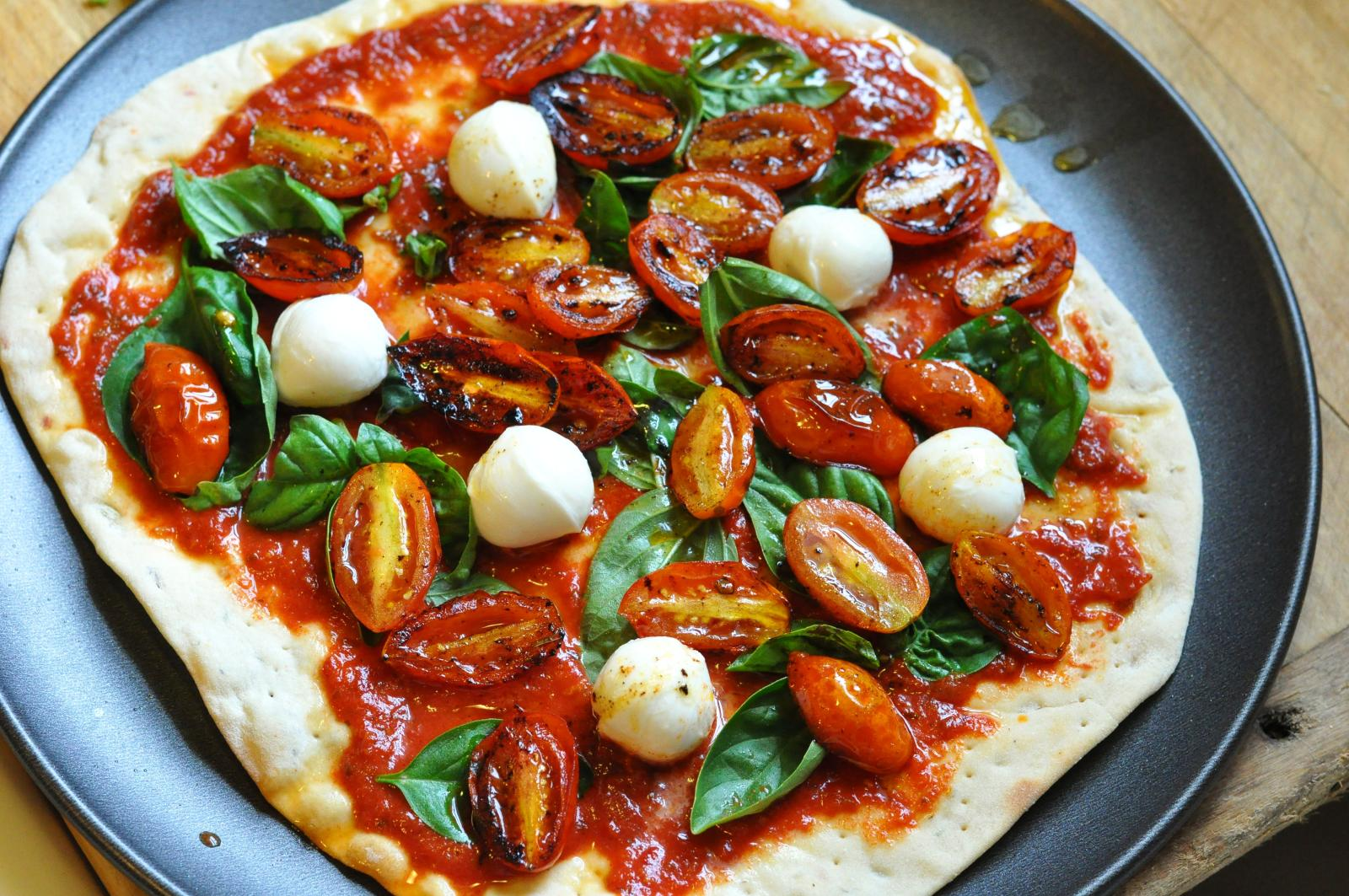
Pizza artesana de mozzarella fresca, tomàquet i alfàbrega
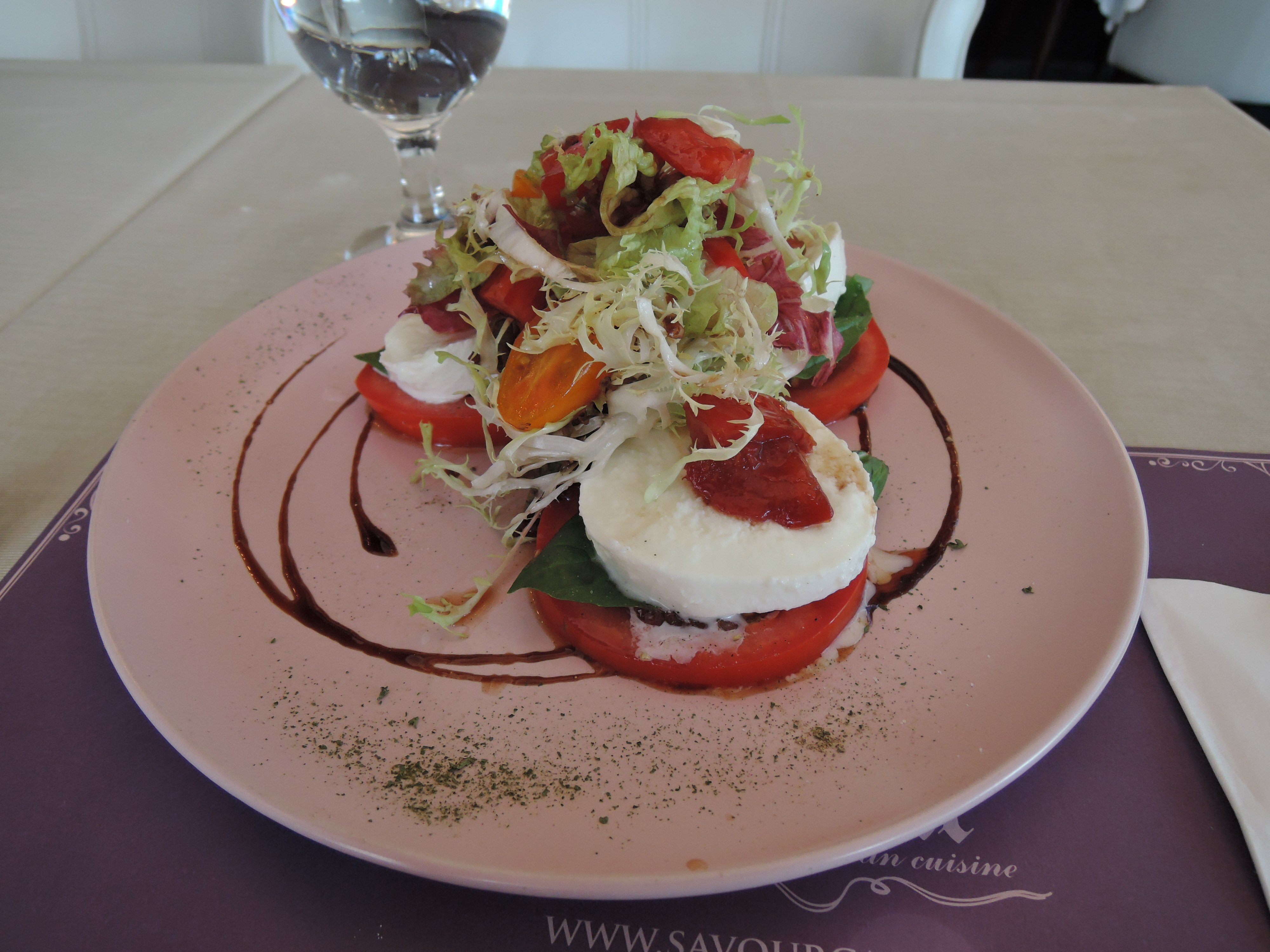
Amanida de mozzarella de búfala i tomàquet.
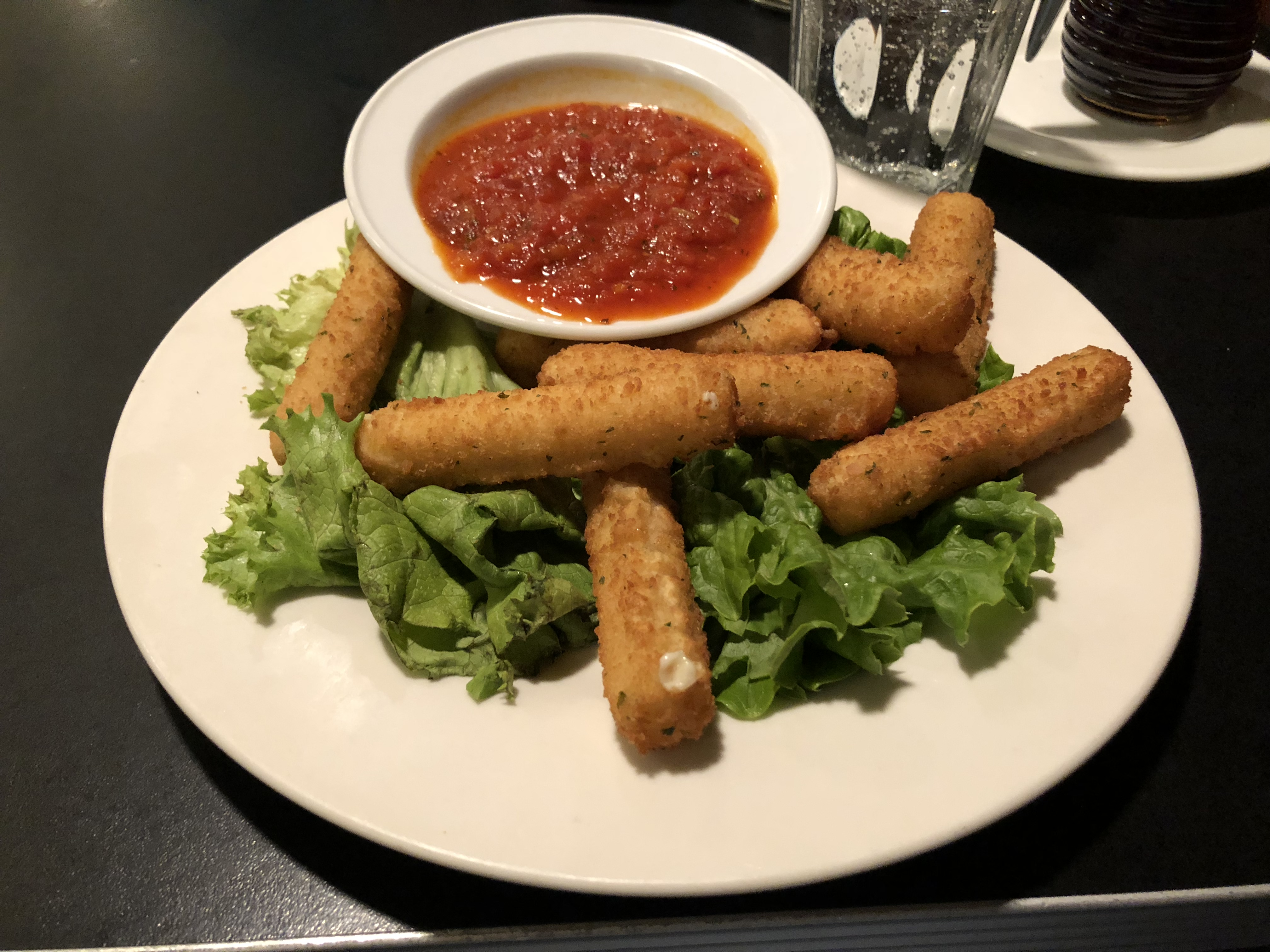
Bastonets de mozzarela.
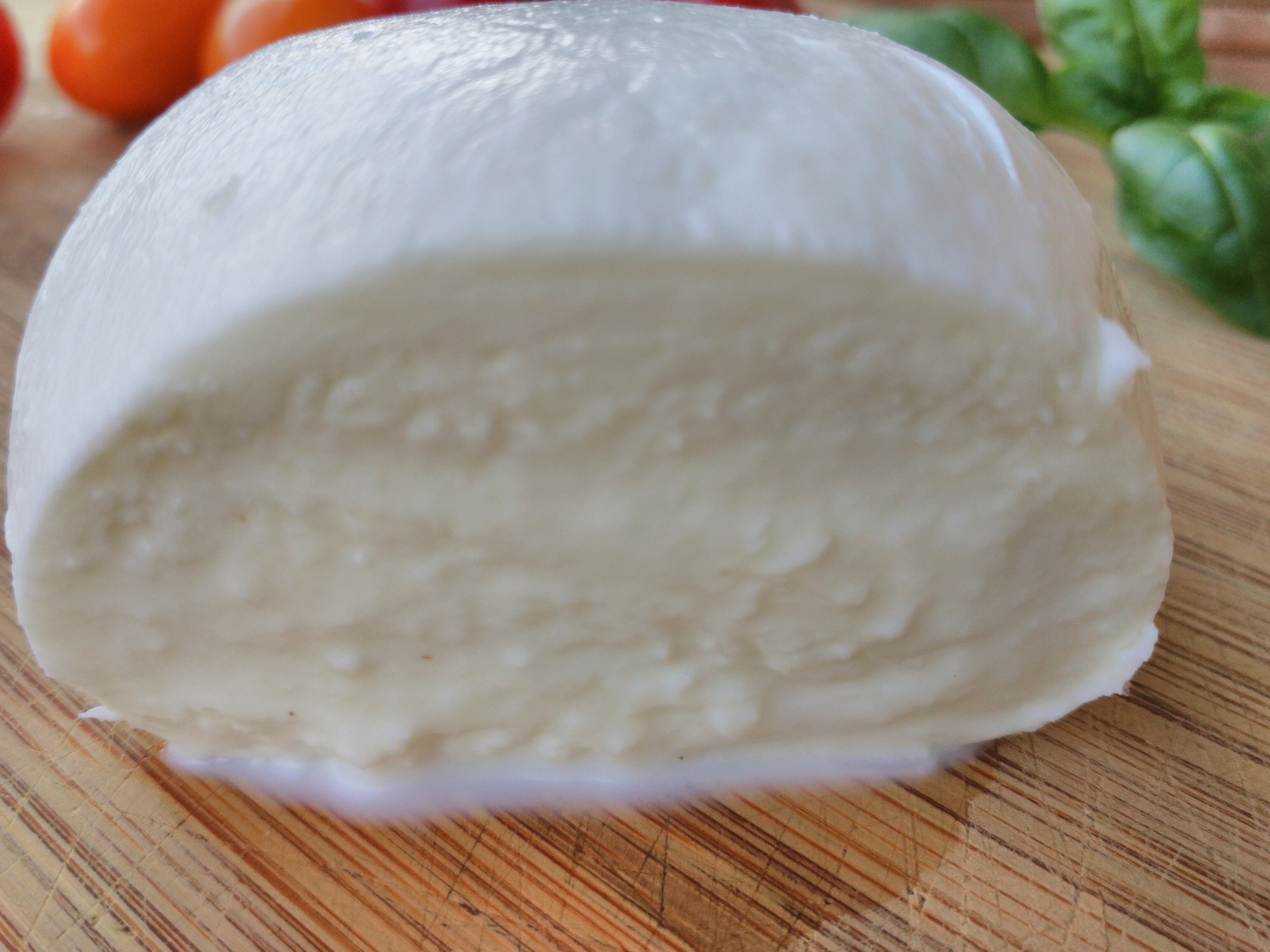
Mozzarella tallada per la meitat.
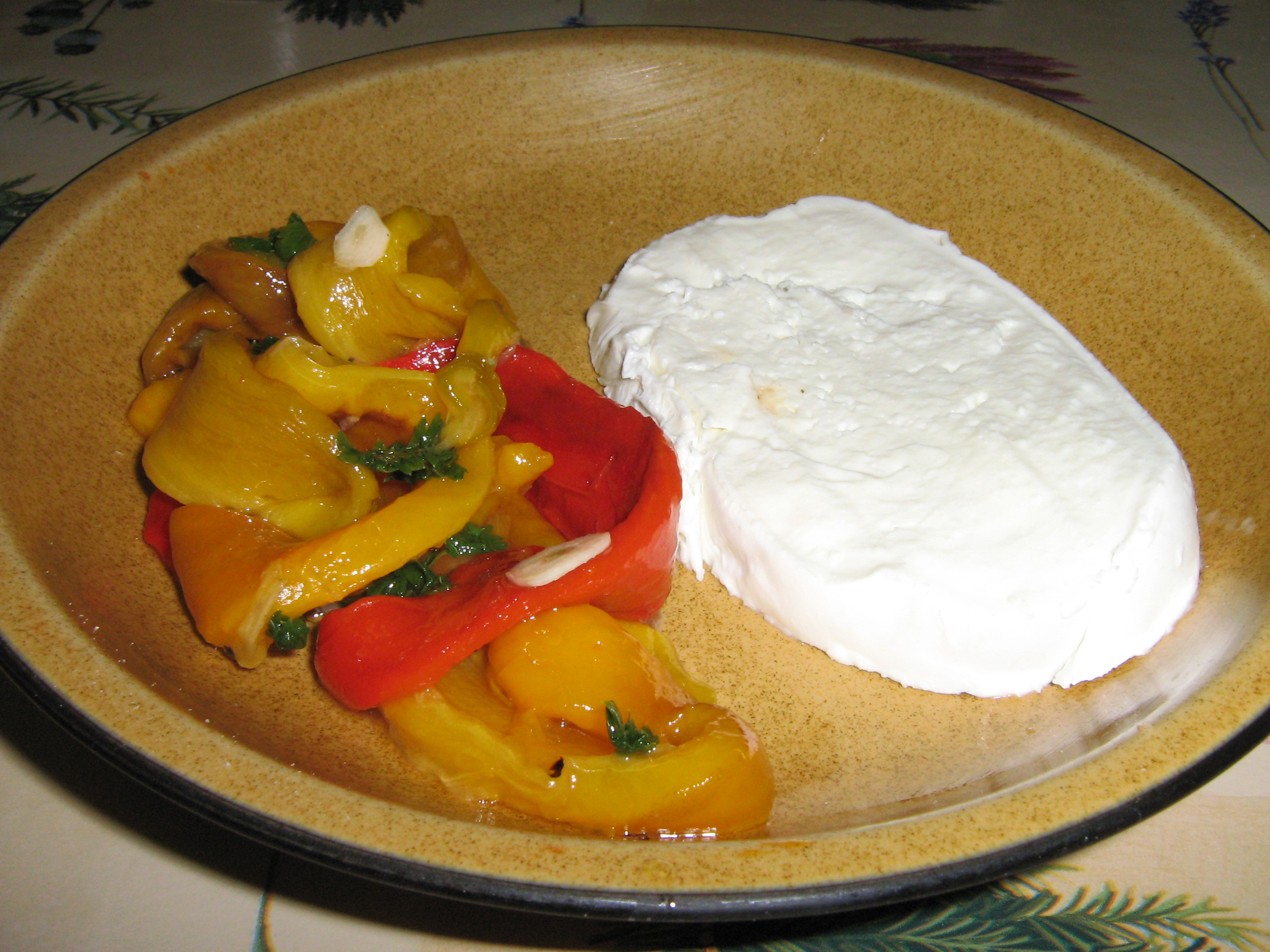
Mozzarella de búfala amb amanida de pebrots.
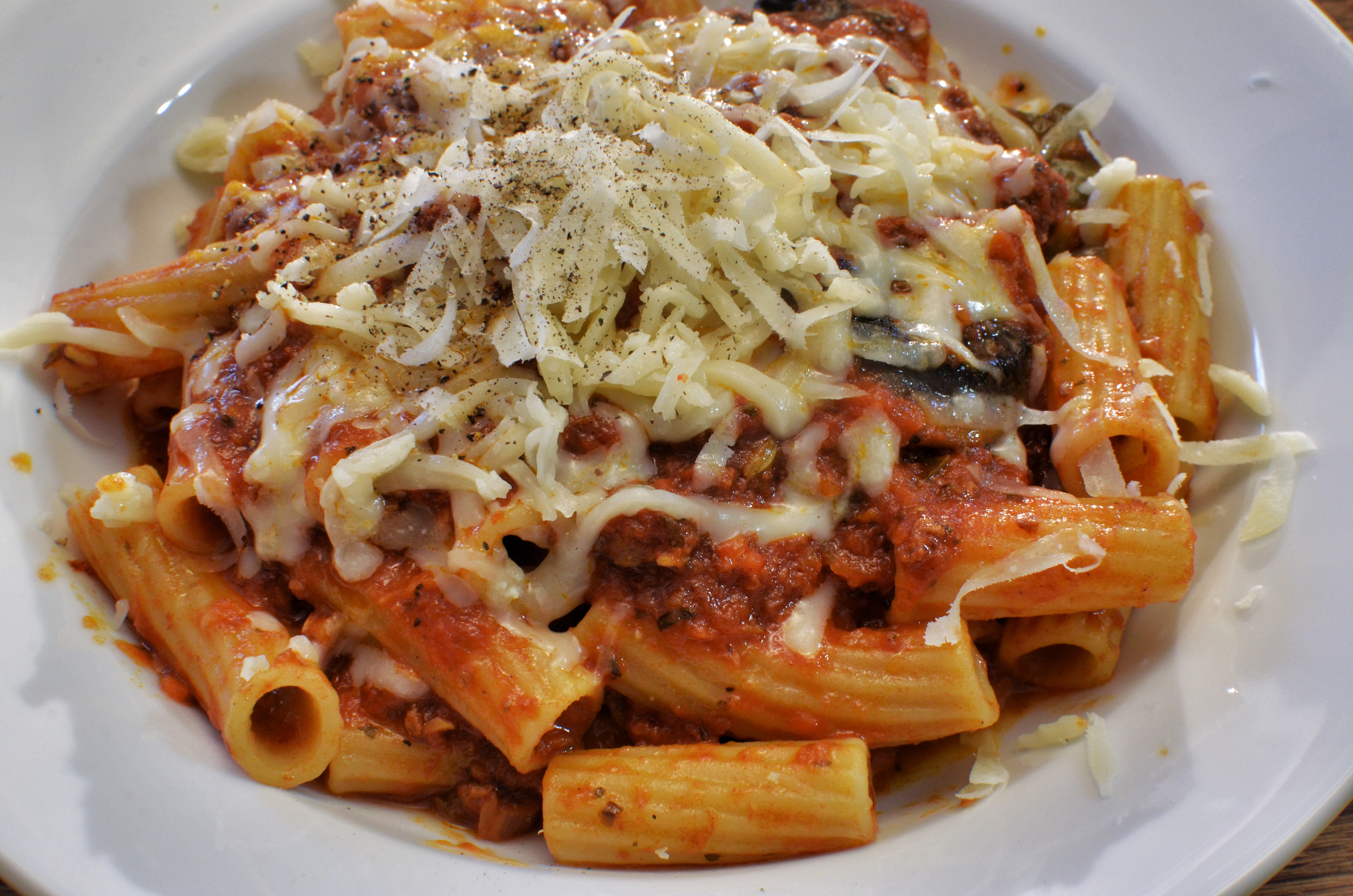
Macarrons a la bolonyesa amb mozzarella.
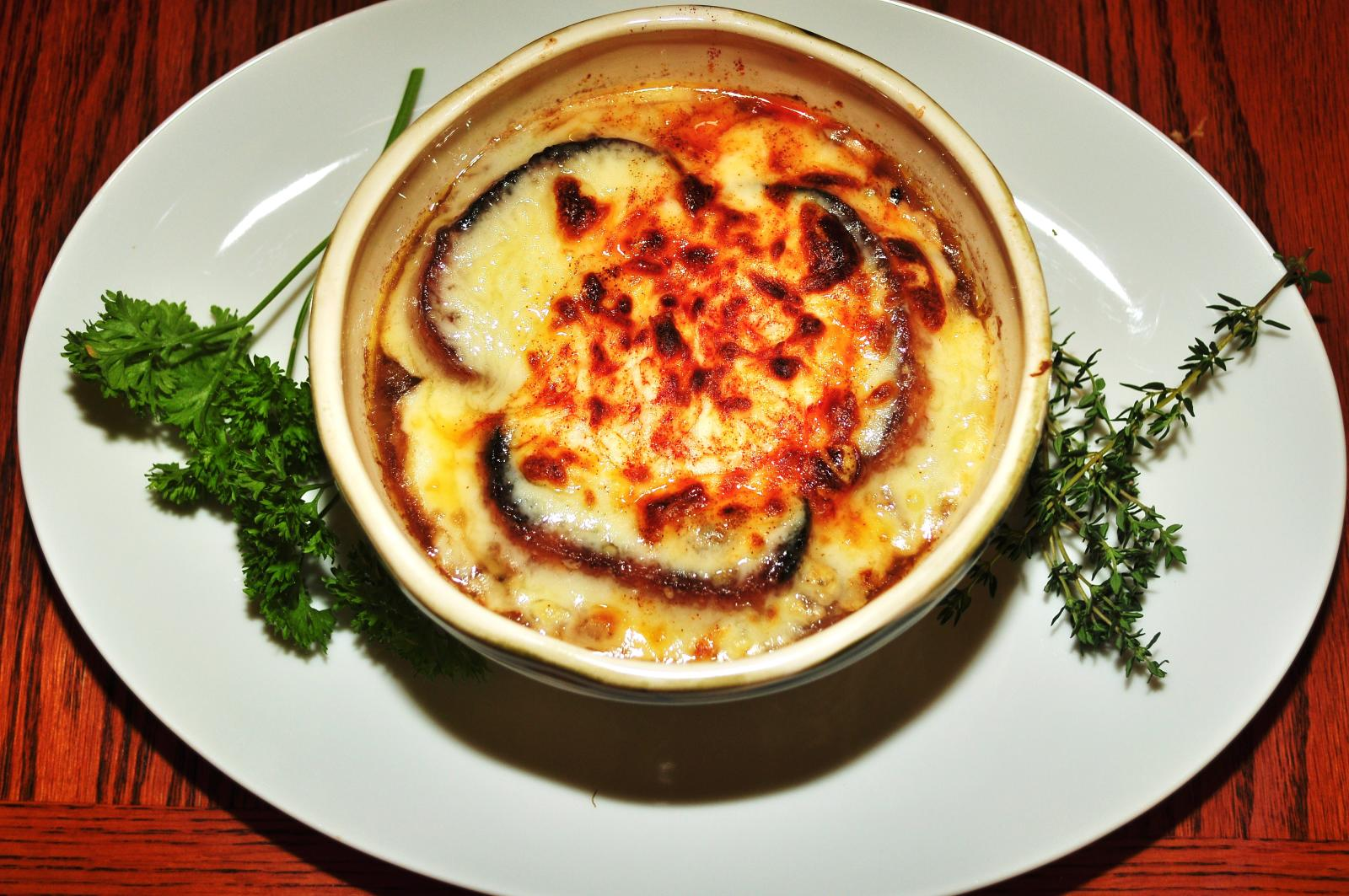
Sopa francesa de ceba, amb mozzarella.